# Mos
Mos es un municipio español situado en la provincia de Pontevedra, en la comunidad autónoma de Galicia.
La población supera ligeramente los 15000 habitantes, en un área de 53,2 kilómetros cuadrados, repartidos en diez parroquias: Cela, Dornelas, Guizán, Louredo, Mos, Pereiras, Petelos, Sanguiñeda, Tameiga y Torroso.

## Geografía
Integrado en la comarca de Vigo, la sede del ayuntamiento se sitúa a 35 kilómetros de la capital provincial. El término municipal está atravesado por la autopista del Atlántico (AP-9), por la autovía A-55 (Vigo-Tuy), por la carretera N-120 entre los pK 656 y 662 (integrada en la autovía A-55) y por la carretera N-550.  
El relieve del municipio está caracterizado por el valle del río Louro y las montañas que lo circundan. Al noreste se alza la sierra de Galleiro (749 metros), haciendo de límite natural con Puenteareas, mientras que al suoreste se encuentra la sierra de Galiñeiro (587 metros). La altitud oscila por tanto entre los 749 metros (Galleiro) y los 35 metros a orillas del río Louro antes de su paso a Porriño. La sede municipal, situada en Reguengo, se alza a 131 metros sobre el nivel del mar.  
| Noroeste: Vigo    | Norte: Redondela | Noreste: Pazos de Borbén       |
| Oeste: Vigo       |                  | Este: Puenteareas              |
| Suroeste: Porriño | Sur: Porriño     | Sureste: Puenteareas y Porriño |

### Clima

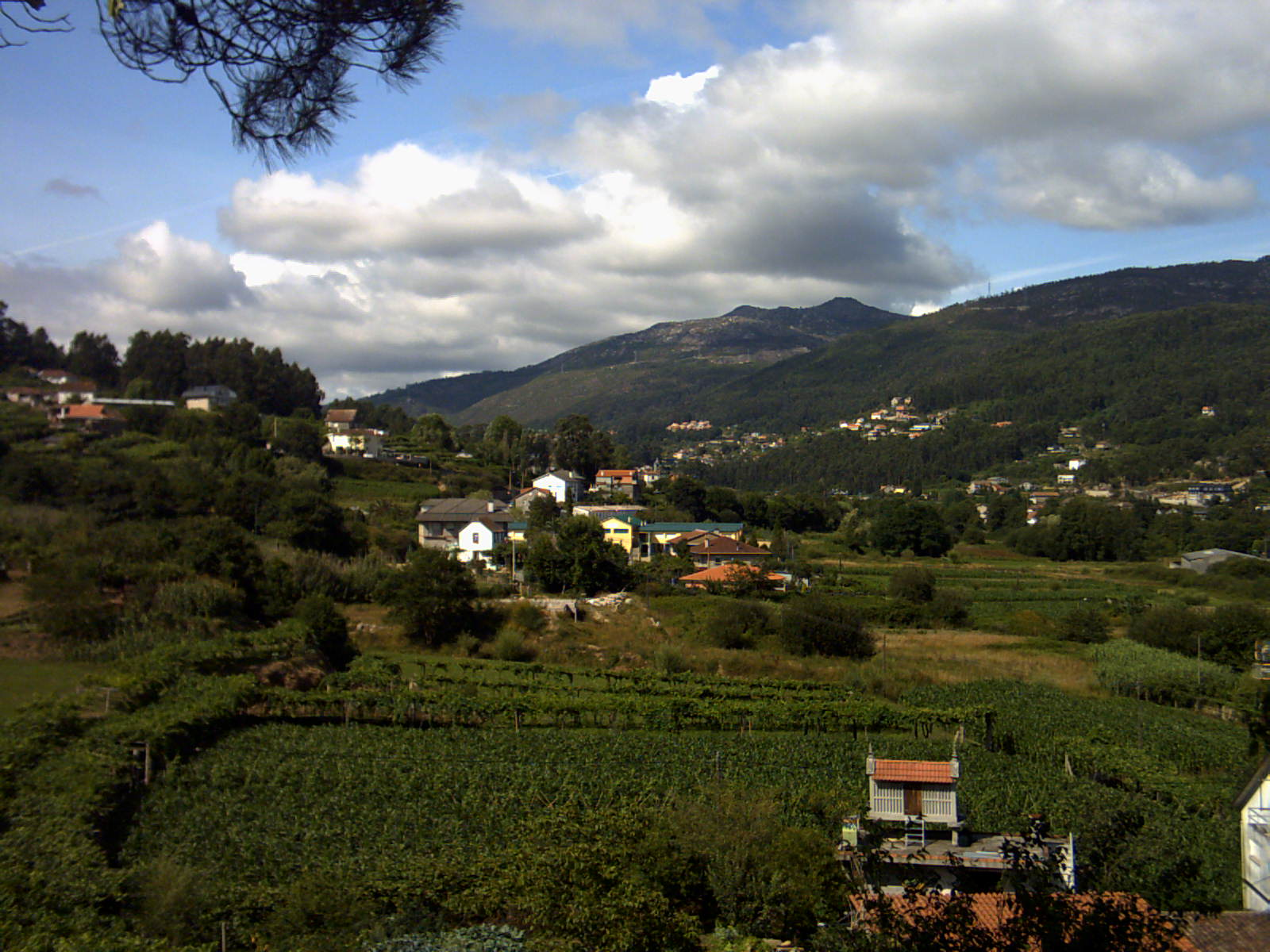
Paisaje de Mos.

La característica fundamental del clima de Mos es la existencia de dos microclimas bien diferenciados, una de montaña y otra de valle, representadas en las estaciones de Peinador y Porriño, respectivamente. Obviamente ambas tienen un carácter atlántico, si bien bajo influencia mediterránea, lo que explica la sequía estacional a pesar de la abundante pluviosidad anual. Esta sequía es más acusada en la variante del valle, donde en el trimestre julio-septiembre se registra un déficit de precipitaciones.
Temperatura media: 14,2 (1350,6 Peinador / 140,8 Porriño)

## Historia

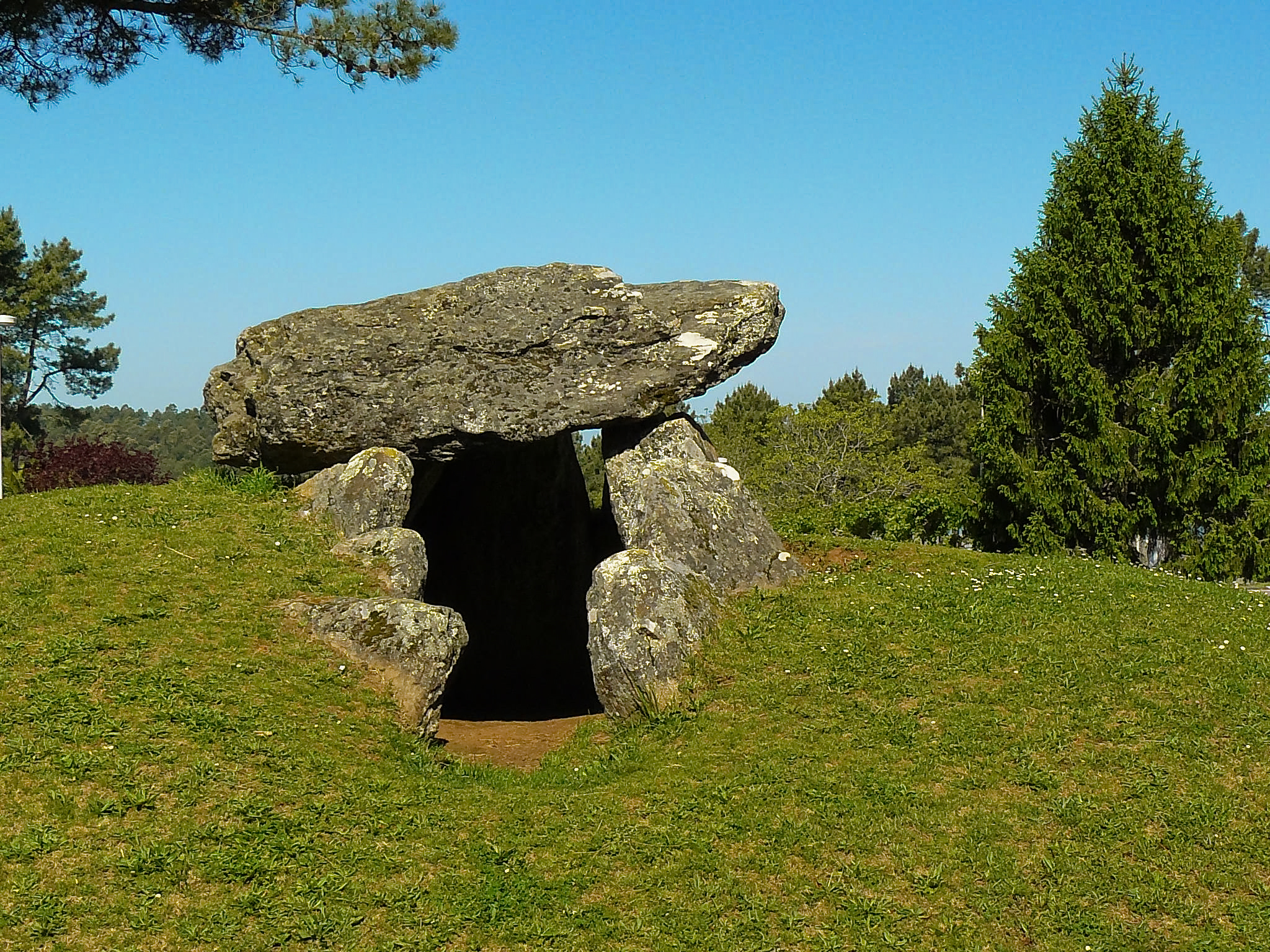
Dolmen en Mos, en la zona de Meixoeiro.

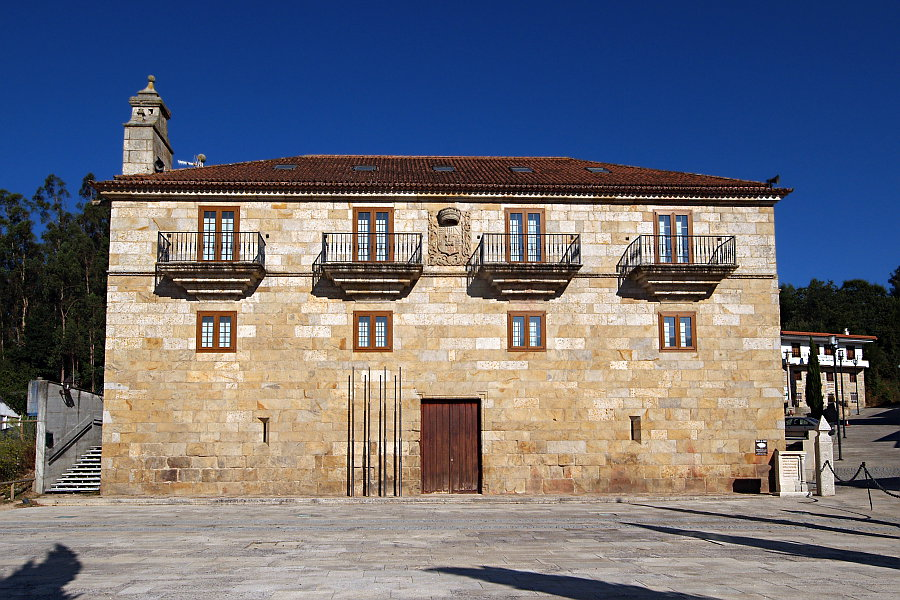
Pazo de Mos.

En Mos se encuentran abundantes restos arqueológicos que son testimonio de una intensa ocupación del territorio.
Aun así, desde la existencia de poblamientos prehistóricos documentados por la presencia del Campo de Mámoas y la Pedra Cabaleira (dolmen con restos de corredor incipiente) no hay más datos hasta la romanización. En aquella época por Mos transcurría la vía romana que unía Braga con Lugo y Astorga.
El Ayuntamiento de Mos, comenzó a utilizar el título de villa desde el último tercio del siglo XVI hasta primeros del siglo XX.[cita requerida] A mediados del siglo XIII era conocida como el nombre de Molis. Las actuales parroquias de Mos estaban antes distribuidas en tres jurisdicciones pertenecientes a la antigua provicincia de Tuy. Las de Mos y de Torroso dependían del marqués de Mos; Cela, Dornelas, Petelos y Sanguiñeda del Conde de Salvaterra y Guizán, Louredo, Pereiras y Tameiga, del Conde de Maceda.
Con la creación de los primeros ayuntamientos constitucionales en España, en el año 1833, surge también el de Mos, formado desde el primer momento por las diez parroquias que tiene en la actualidad. El cambio más importante se produce en 1935, con el traslado de la Casa Consistorial, desde Mos a Petelos. 

### Marquesado de Mos
En 1599, Gabriel de Quirós, casado con Violante de Sousa, descendiente de la familia real portuguesa, hizo información de nobleza para ser familiar de la Inquisición. A través de distintos enlaces matrimoniales con damas de la nobleza, el primitivo coto va ensanchando su posesiones y emparentando con ilustres linajes, como los príncipes de Chinay, señores de Lánzara, Castrelos, etc.
Entre 1685 y 1686 Gabriel de Quirós recibe el título de Marqués de Mos de manos de Carlos II; Desde 1776 tiene grandeza de España, merced otorgada a Benito Correa y Sarmiento, cuarto marqués de Mos. En 1810 se une el marquesado de Mos al de Valadares, al morir este sin descendencia, y en 1908, al fallecer el marqués de La Vega de Armijo y de Mos, pasa la propiedad a una sobrina, María Vinials, marquesa de Ayerbe.

## Parroquias
Parroquias que forman parte del municipio:
- Cela (San Pedro)
- Dornelas (Santa María)
- Guizán (Santa María)
- Louredo (San Salvador)
- Mos (Santa Eulalia)
- Pereiras (San Miguel)
- Petelos (San Mamede)
- Sanguiñeda (Santa María)
- Tameiga (San Martín)
- Torroso (San Mamed)

## Geografía humana

### Demografía
Cuenta con una población de 15 152 habitantes (INE 2024).
| Gráfica de evolución demográfica de Mos entre 1842 y 2021                                                             |
| |
| Población de derecho según los censos de población del INE. Población de hecho según los censos de población del INE. |

Mos experimentó un notable crecimiento demográfico desde 1900, cuando apenas alcanzaba los 6000 habitantes, hasta los más de 15000 de la actualidad. Este crecimiento guarda relación con su situación próxima a Vigo, ciudad que durante este periodo de tiempo multiplicó enormemente su población. El desarrollo de infraestructuras a consecuencia de ese crecimiento supuso un revulsivo para Mos. Posteriormente con el desarrollo del sector industrial vigués y la extensión de fábricas auxiliares a Mos, se continuó la senda de crecimiento. Al carecer de un centro urbano, la población se encuentra altamente dispersa.

### Economía
La economía de Mos posee un carácter fuertemente industrial. Esto es debido en buena parte al desarrollo de empresas dada su posición central en el eje Vigo-Porriño y por su posición estratégica en infraestructuras. Presenta importantes polígonos industriales como los de Rebullón, Puxeiros, Montefaquiña y A Veigadaña. Muchas empresas están relacionadas con el sector automovilístico como Copo Mos. Destaca también la presencia de empresas químico-farmacéuticas y el establecimiento de una pequeña industria aeroespacial. No obstante, como en la mayoría de ayuntamientos de España, el sector servicios tiene cada vez más importancia.

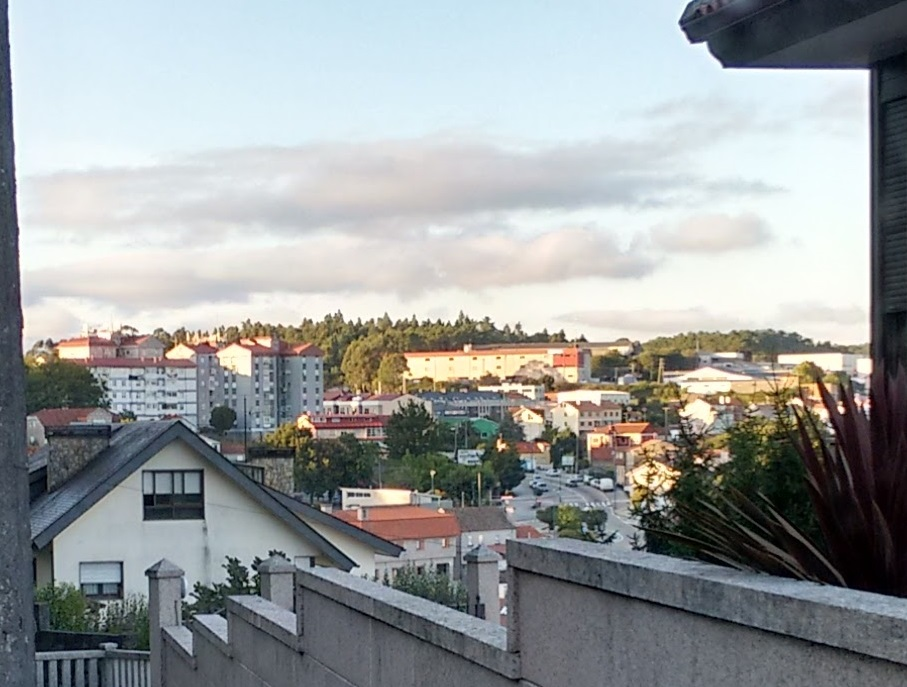
Puxeiros con el polígono de Montefaquiña a su derecha.

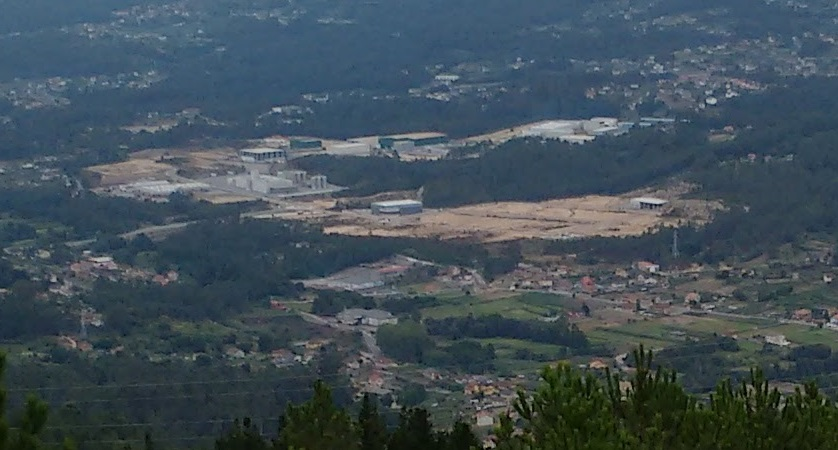
Polígono industrial de A Veigadaña.

En los últimos años el desempleo ha aumentando considerablemente como consecuencia del cierre de muchas empresas, reducciones de plantilla en factorías y grandes empresas así como ajustes en pequeñas empresas familiares por falta de actividad. El entramado económico del municipio se basa en pequeñas y medianas empresas de ámbito familiar así como grandes empresas en sectores clave de la zona (automoción, piedra-granito, alimentación, transporte, etc). Las empresas de construcción y servicios complementarios (fontanería, electricidad, aluminio, etc..) se han visto también muy afectadas por la dicha crisis.
El importante punto neurálgico que es Mos para el transporte hace que muchas empresas de transporte así como empresas transitarias estén ubicadas en la zona.
La falta de iniciativa privada o la no promoción y atracción de la iniciativa pública para atraer inversiones, proyectos o nuevas empresas hacen que la zona, aun siendo un enclave realmente importante perfectamente ubicado a nivel de transporte, no acabe de desarrollar todo su potencial económico. Las zonas industriales no están totalmente ocupadas, muchas empresas han cerrado y las nuevas empresas que se han instalado en el municipio no son suficientes para dar el impulso que este necesita. 
En cuanto a las zonas "industriales"  destaca el nuevo P.I. de la Veigadaña. Sin estar ocupado al 100% varias empresas importantes y otras de reciente creación se han instalado en el mismo. Es un P.I. cómodo pero con un acceso quizá algo incómodo para tráileres o vehículos especiales (rotonda con intersección de carretera nacional N-550). En la zona de Mos-Aeropuerto hay una gran cantidad de empresas así como el CDL, una moderna gasolinera de reciente apertura e importantes empresas ubicadas con instalaciones de grandes dimensiones, junto con otras muchas PYMES. Destacan como zonas industriales la zona del Rebullón (pequeñas y medianas empresas, negocios familiares, etc) situado en los alrededores del Centro Médico del Municipio y la zona de la Arrufana, contando con empresas cárnicas, conserveras, preparados y complementos alimenticios y logística, entre otras.
En la zona cercana al aeropuerto, Puxeiros, las grandes naves industriales otrora ocupadas por grandes empresas auxiliares del sector de la automoción o metalúrgica que han cerrado, se han visto ocupadas por almacenes de venta al por mayor de propiedad china, lo cual conlleva a generar movimiento de mercancías y compras en dicha zona.
Es de destacar, las grandes inversiones aprovechando fondos europeos, locales, provinciales y estatales para restauración o recuperación de zonas que requerían de ciertas mejoras ( fuentes, rotondas, señalizaciones, etc.. ) pero con cuantías inversiones no sirven para generar ningún tipo de actividad o servicio que pueda traer riqueza al Municipio. La inversión de dichos fondos, que permite humanización de zonas rurales  mejoras en la misma, necesita una gran inversión dado el carácter rural y de dispersión de las viviendas del municipio, echándose en falta que dichas mejoras para los ciudadanos se trasladen en inversiones que puedan generar negocios, dígase grandes empresas o centros comerciales.
La ubicación de Mos, en un lugar estratégico del eje Atlántico, hace que debido a su ubicación sea el punto más oportuno para establecer grandes superficines industriales, de ocio y restauración ( Centros Comerciales, Polígonos Industriales, Parques Temáticos ).
Eje entre Santiago- Vigo - Tuy - Oporto, unido a la cercanía a Orense.
El plan de atraer capital no se viene desarrollando como debería.
El Municipio cuenta con una gran cantidad de Comunidades de Montes, disponiendo de miles de hectáreas que pueden producir grandes beneficios para las poderosas empresas madereras de Galicia. En los últimos tiempos, es uno de los Municipios con más hectáreas de bosque ( pino, eucalipto ), así como zonas con auténticas especies gallegas autóctonas.

#### Sector servicios
El sector servicios ha aumentado considerablemente en los últimos años, a pesar de que la carencia de zona urbana o núcleo urbano es una situación que no ayuda en absoluto. Destacan establecimientos de restauración, corredurías de seguros, talleres y servicios de compra-venta de vehículos, peluquerías, almacenes de venta de productos para la agricultura y ganadería, panaderías, etc, dando vitalidad y comercio al Municipio.

#### Sector primario
El sector primario sigue siendo importante, debido al cultivo para consumo propio aprovechando la riqueza natural de la tierra o cría de animales (cerdos, gallinas).

#### Camino de Santiago
Mos, a Rosa do Camiño, es parte del Camino de Santiago, contando con un albergue de peregrinos en las cercanías del espléndido y magnífico Pazo de Mos.
En dicho Pazo, se realizan gran cantidad de actividades culturales y lúdicas que han generado gran aceptación por parte de la población del municipio.

### Comunicaciones
Cuatro importantes vías de comunicación del sur de Galicia cruzan Mos: la N-550 (La Coruña-Tuy), AP-9 (autopista del Atlántico), la A-52 (Porriño-Orense) y la A-55 (Vigo-Portugal).

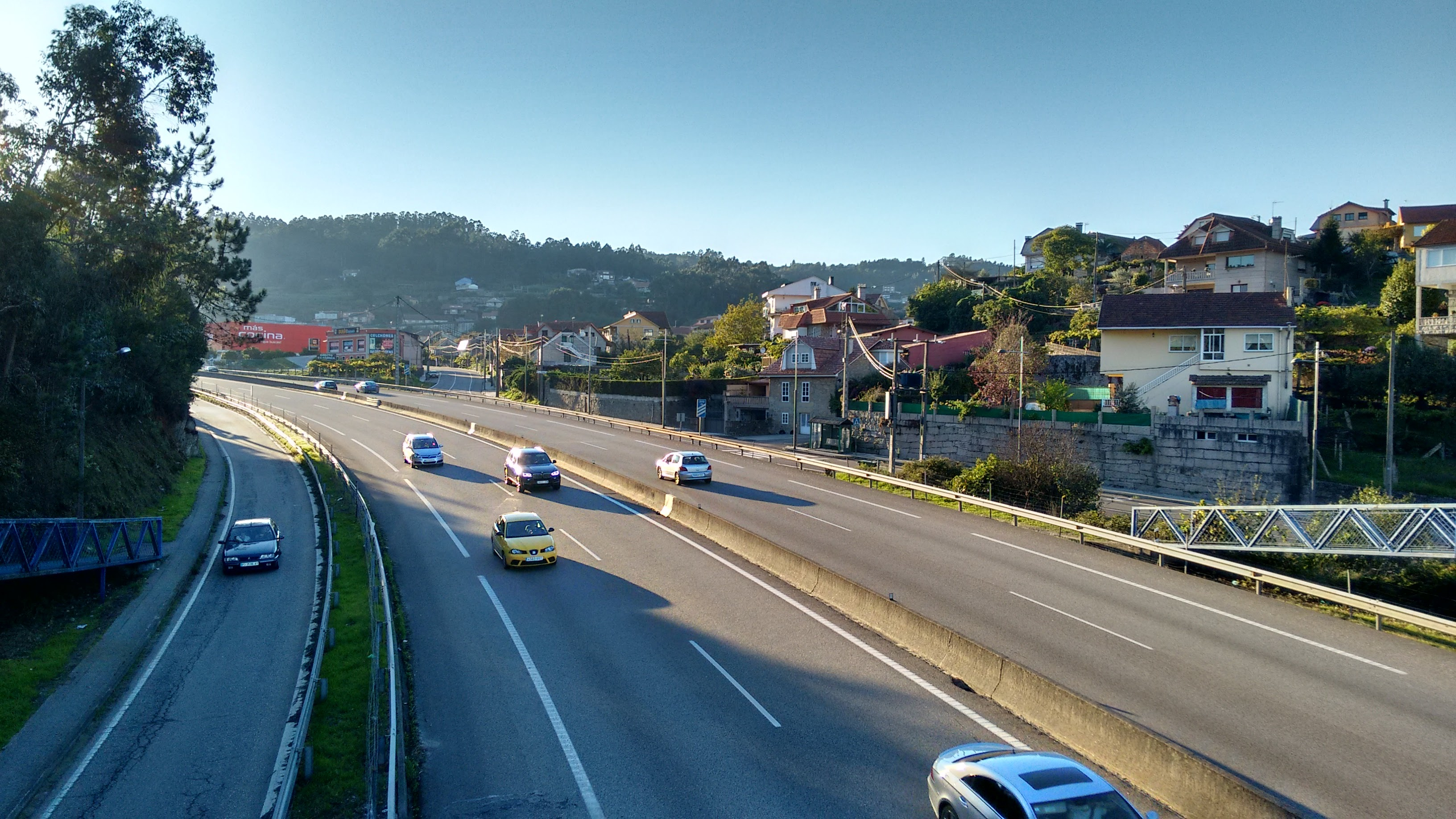
La autovía A-55 a su paso por la parroquia de Tameiga (Mos).

La peligrosidad de la A-55 a su paso por Mos es latente a diario, con colisiones casi diarias que hacen que dicha Autovía sea una de las que presenta mayores índices de siniestraliedad, sufriendo sus miles de usuarios diarios continuos accidentes, retenciones y problemas derivados de dicha peligrosidad. Se han tomado varias medidas como la limitación de la velocidad mediante radares fijos y móviles, pero debido a las características de dicha Autovía, climatología de la zona y número de usuarios hace que desde su construcción hasta la fecha no se haya podido solucionar el gravísimo problema de seguridad. Añadir que es casi el único acceso a la ciudad de Vigo y su puerto, siendo frecuentada diariamente por vehículos particulares así como transportes (tráileres, furgonetas, camiones portacontenedores, transportes especiales, etc). 
En los últimos años la A52 / A55 en su tramo Porriño - Vigo a su paso por Mos ha sufrido y sufre una situación caótica, con obras que no finalizan, colapso de dicha autovía, radares fijos y móviles y múltiples accidentes debido a su peligrosidad.
El Ministerio de Fomento no realiza la finalización de obras o busca opciones alternativas. Las demandas del Municipio parecen insuficientes, a pesar de ser demostrable la siniestralidad tan alta que afecta a dicha autovía.
Los recientes proyectos de construcción de las vías del AVE que cruzarían Mos y de una nueva autovía están generando una gran polémica entre los mosenses. El municipio carece de parada de tren, salvo un apeadero en Louredo, siendo el transporte ferroviario no usado en exceso ni aprovechado el posible buen rendimiento de este para movimiento de personas desde o hacia Vigo o tráfico de mercancías hacia el puerto de Vigo u otros lugares de España.

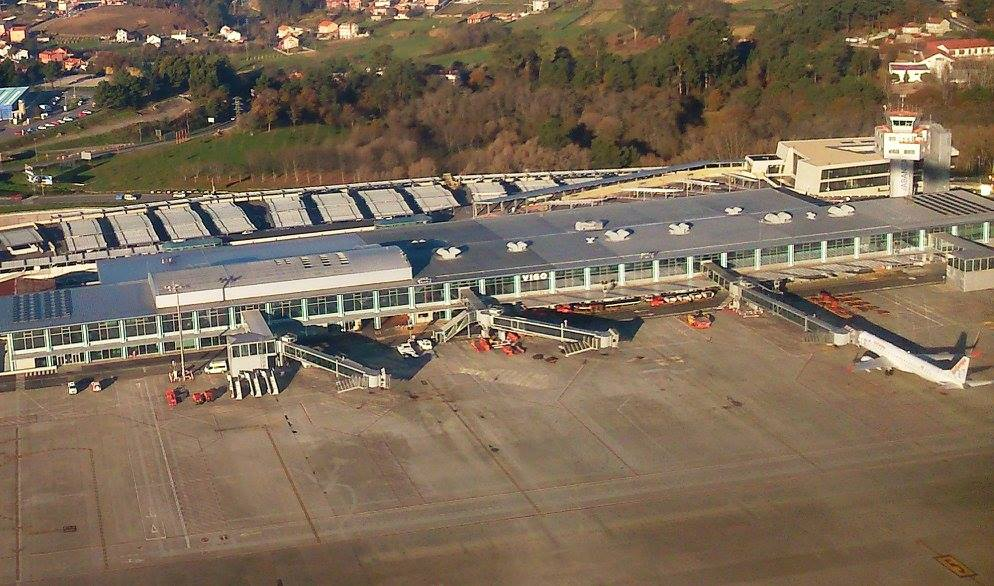
El aeropuerto de Vigo también se conoce como aeropuerto de Peinador por su proximidad al barrio mosense de mismo nombre.

Parte de la pista del aeropuerto de Vigo (Peinador) se sitúa en territorio mosense. Durante el mandato de José Antonio Iglesias López se hicieron las gestiones oportunas para ceder parte de los terrenos de Mos donde se asentaría dicho aeropuerto. Hoy en día, dicho aeropuerto ha sido remodelado dotándolo de instalaciones modernas, tanto ampliando las plazas de garaje con un aparcamiento de varias plantas así como la modernización de las propias instalaciones del aeropuerto y de la zona de carga. El problema de la niebla en el aérea donde está ubicado dicho aeropuerto se ha solucionado hace años con la instalación de un sistema de aterrizaje instrumental (ILS), evitando el desvío de vuelos a otros aeropuertos cercanos por no poder aterrizar de manera segura.
Dicho aeropuerto sufre las consecuencias y reclamaciones desde hace años de no ser explotado como debería teniendo en cuenta la zona metropolitana a la que debería de servir como lanzadera, entre otras cosas por la de escasez de rutas y presunto desinterés de las aerolíneas en conectar el aeropuerto con más ciudades españolas, precios muy altos en los billetes, así como competencia de otros aeropuertos cercanos (Santiago y Oporto).
En tema de carga aérea debido a la limitación de capacidad en los aviones hacia o desde Madrid hace que la competitividad no sea atractiva, por no poder cargar mercancía voluminosa (aquello que no sea paquetería) en dichos aviones, afectando al tiempo de tránsito de los transportes aéreos.

## Política

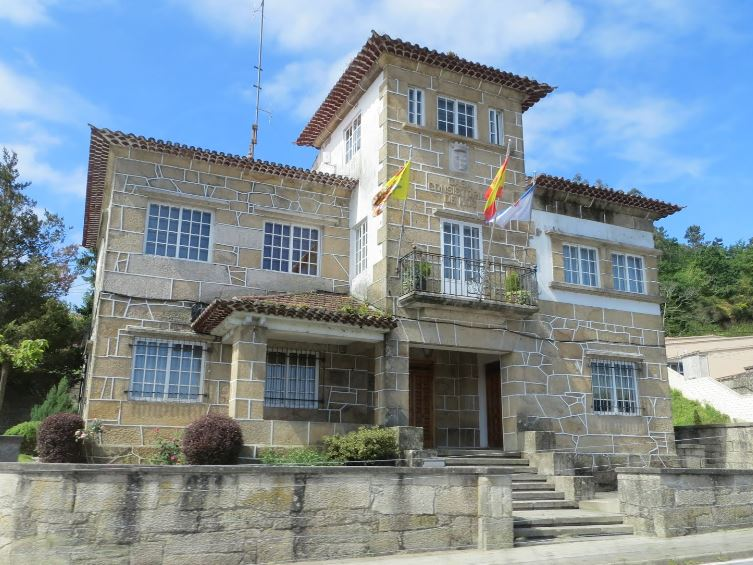
Edificio del ayuntamiento.

En las elecciones municipales del 2003 los escaños quedaron repartidos de la siguiente forma: PP:6 (3.309), PSdeG-PSOE:5 (2.423), BNG:4 (2.333) e IMOS:2 (967), formándose así un gobierno de coalición entre PSdeG y BNG, convirtiéndose en alcaldesa María Jesús Escudero Lago.
En las elecciones del año 2007, se produce un ligero cambio en el mapa político de la localidad, los resultados establecen al PP de Nidia Arévalo 8 concejales (4133 votos), en segundo lugar se queda Escudero por el PSdeG-PSOE con 6 concejales (2.827 votos) y por último el BNG de Xose Manuel Ojea con 3 concejales (1819 votos). MOVEMOS (395 votos) no consigue representación.
Después de unas largas y tensas negociaciones, con un año de gobierno en minoría del PSdeG, el BNG entra en el ayuntamiento para formar un gobierno de coalición. Entre los principales retos del nuevo equipo se encuentra la aprobación del PXOM, la puesta en marcha del Parque Empresarial de Mos (Veigadaña) y la gestión de las obras del Plan E.
El viernes 12 de septiembre de 2008, el PP de Mos presenta una moción de censura para desalojar del poder al gobierno bipartito apoyándose en un tránsfuga. Después de un tenso pleno en el que cientos de vecinos se manifestaron en contra de la moción, Nidia Arévalo se convierte en alcaldesa de Mos, declarando que se acababa con la situación de "desgobierno". Tanto ella como sus compañeros de partido y Gerardo Alonso tuvieron que abandonar el pleno en vehículos de la Guardia Civil escoltados por los antidisturbios.
La Comisión de Seguimiento del Pacto Antitransfuguismo declaró en septiembre de 2009 como "caso claro de transfugas" en referencia al concejal que había sido elegido en la lista del PSdeG Gerardo Alonso, así como se declara a Nidia Arévalo y a los siete ediles del PP en Mos, que pidieron la baja del partido, beneficiarios del caso de transfuguismo.
En las elecciones de 2011 Nidia Arévalo volvería a presentar su candidatura por el PP y a ganar ampliamente las elecciones, mayoría que mantendría también en las elecciones de 2015, 2019 y 2023.
| Periodo   | Nombre                                       | Partido                  |
| --------- | -------------------------------------------- | ------------------------ |
| 1979-1983 | Olegario Rodríguez Pérez                     | candidato independiente  |
| 1983-1987 | Olegario Rodríguez Pérez                     | Alianza Popular          |
| 1987-1991 | Justo J. González Ballesta                   | Alianza Popular          |
| 1991-1995 | José J. González Ballesta                    | PPdeG                    |
| 1995-1999 | José J. González Ballesta                    | PPdeG                    |
| 1999-2003 | Ramón Alonso Fernández                       | PPdeG                    |
| 2003-2007 | María Jesús Escudero Lago                    | PSdeG                    |
| 2007-2011 | María Jesús Escudero Lago (hasta 12-12-2008) | PSdeG (hasta 12-12-2008) |
| 2011-2015 | Nidia María Arévalo Gómez (desde 12-12-2008) | PPdeG (desde 12-12-2008) |
| 2015-2019 | Nidia María Arévalo Gómez                    | PPdeG                    |
| 2019-2023 | Nidia María Arévalo Gómez                    | PPdeG                    |

| Candidata             | Fecha                                                | Voto       |   | + GañaMOS | BNG | Total |
| --------------------- | ---------------------------------------------------- | ---------- | - | --------- | --- | ----- |
| Nidia Arévalo (PPdeG) | 15 de junio de 2019Mayoría requerida:Absoluta (9/17) | Sí         | 9 |           |     | 9/17  |
| Nidia Arévalo (PPdeG) | 15 de junio de 2019Mayoría requerida:Absoluta (9/17) | No         |   | 7         | 1   | 8/17  |
| Nidia Arévalo (PPdeG) | 15 de junio de 2019Mayoría requerida:Absoluta (9/17) | Abstención |   |           |     | 0/17  |

## Patrimonio

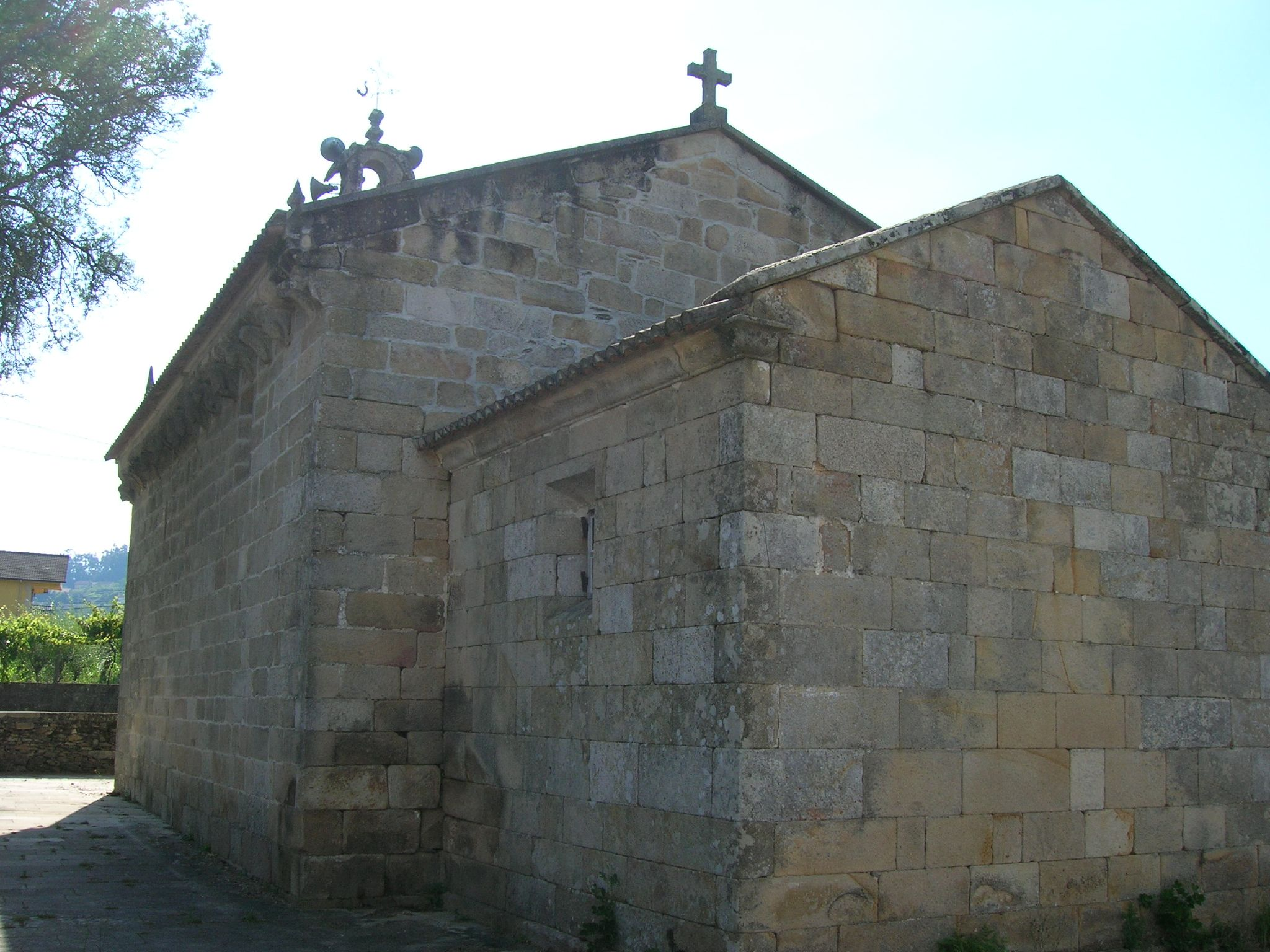
Iglesia de Santa María de Guizán.

Mos presenta abundantes muestras de patrimonio arqueológico como los petroglifos de Laxe das Cruces y Monte Salgueirón, o el Castro de Torroso datado como el más antiguo de Galicia (siglo VII a. C.). También encontramos importantes restos de la cultura megalítica a lo largo del territorio como los túmulos funerarios de la parroquia de Cela.
De la vía romana del XIX, se conserva un miliario romano (Santiaguiño), columna situada al borde de la vía que servía para indicar distancias. En la actualidad esta zona está atravesada por el Camino de Santiago portugués.
El pazo de Mos (XVI), recientemente restaurado, dio nombre al municipio y en su escudo está basado el actual blasón de la villa. 
El pazo de Santo Antoíño está situado en la parroquia de Louredo. Tiene origen en el siglo XIV, pero fue reconstruido en el XVIII. Cuenta con una capilla del XVI.
Mos cuenta además con muchas iglesias esparcidas por sus parroquias, como la iglesia de Louredo o la iglesia de Guizán que conservan su aspecto románico.

## Festividades
- Fiesta de la Rosa (Festa da Rosa). Fiesta oficial de Mos que se celebra el 13 de junio y que ensalza la Rosa dos Quirós, marqueses de los que se hereda el emblema del escudo del ayuntamiento.
- Fiesta del Codillo. Fiesta de interés gastronómico en el entorno del Pazo de los Marqueses de Mos. El tercer domingo de octubre.
- Festival Intercéltico "O son do Pazo". Celebrada en el entorno del Pazo de los Marqueses de Mos. El primer fin de semana de septiembre.
- Fiesta de Arde o Pazo. En ella se recrea el paso de Napoleón y la victoria por parte de los guerreros de A Louriña. Concluye con la simulación de la quema del pazo de los marqueses.
- Fiestas de San Mamed. Se verena la imagen de San Mamed contando con misa y procesión, también con verbena y comida en abundancia. Se celebra el 7 de agosto.

## Deportes y educación
En el municipio de Mos hay gran cantidad de equipos destacando entre estos los clubes de fútbol UD Mos,Club Louro Tameiga, Alerta Sanguiñeda y el FC Louredo. En Natación se encuentra el Club Natación Mos. En Baloncesto,el club baloncesto Mos. En patinaje artístico encontrarnos el CPA Rosaleira y la Asociación Xiramos.
Cuenta con otros equipos deportivos como: Kick Boxing Mos, equipos de Fútbol-Sala, Artes Marciales, Ajedrez,Tiro de Arco,tenis de mesa, etc.
En cuanto a centros educativos, nos encontramos con los colegios de primaria: CEIP Pena de Francia, CEIP Petelos, CEIP Atin, CEIP Sangüiñeda y CEIP Castro Mos.
La educación secundaria es impartida en el IES de Mos, otros centros educativos privados del municipio son: Colegio Lar, O Castro International School y El Colegio Los Sauces Vigo, que se encuentra en territorio mosense.

## Himno oficial
Este municipio tiene himno oficial desde 2018, que es "Camiño da Rosa" compuesta por el gaitero mosense Xulio Lorenzo.